# Neuhauser Tunnel

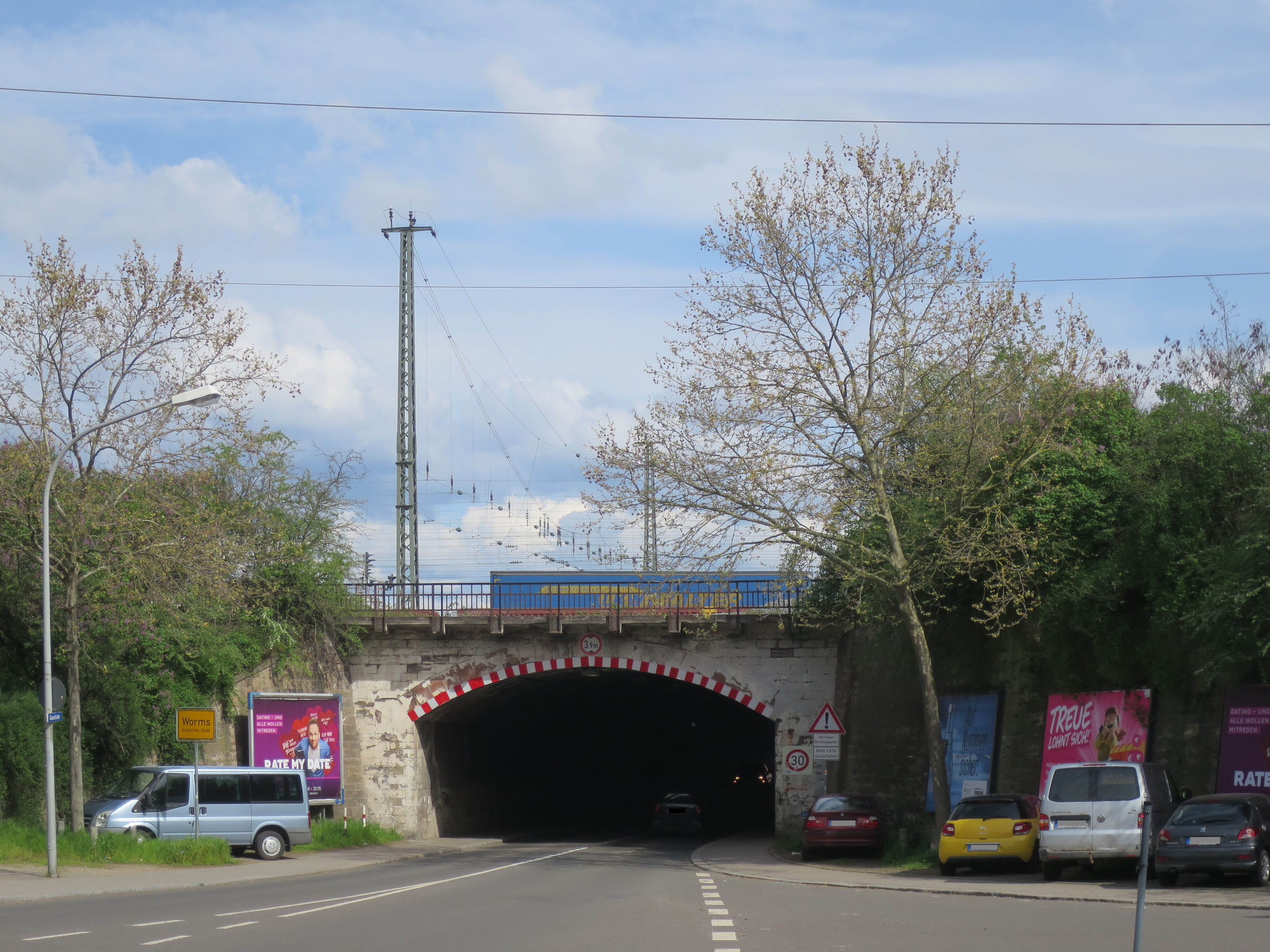
Westportal

Der Neuhauser Tunnel ist eine Eisenbahnbrücke, unter der die Gaustraße alle den Wormser Hauptbahnhof in nördliche Richtung verlassenden Gleise unterquert.

## Geografische Lage
Die Brücke befindet sich im nördlichen Bereich des Wormser Hauptbahnhofs. Alle den Bahnhof Richtung Norden verlassenden Strecken nutzen sie: die Bahnstrecke Mainz–Mannheim, die Bahnstrecke Worms–Biblis/Bensheim und die Hafenbahn Worms.
Die Gaustraße verbindet durch diese Unterführung die Innenstadt von Worms mit dem Stadtteil Neuhausen.

## Bauwerk
Die Bahnstrecke zwischen Mainz und Ludwigshafen ging 1853 in Betrieb. Die Gaustraße querte die Bahn hier zunächst mit einem beschrankten Bahnübergang. Der Eisenbahner, der die Schranke bediente, tat das von einem Wärterhaus aus, das an der Südseite der Gaustraße, stadtseitig stand.
1869 wurde der Bahnhof Rosengarten, der rechtsrheinische Bahnhof für Worms als Endpunkt für die Riedbahn und die Bahnstrecke nach Bensheim eröffnet. Der Verkehr wurde mit Dampfboot und Trajekt zum anderen Ufer fortgesetzt. Von dort verkehrten Güter- und Personenzüge über die Hafenbahn in einem großen Bogen nördlich um Worms herum zum Hauptbahnhof. Diese Strecke mündete unmittelbar vor dem Bahnübergang Gaustraße in die Trasse der Bahnstrecke Mainz-Mannheim, so dass nun beide Strecken den Bahnübergang nutzten. Weiter wurde 1870/71 auf der Hauptstrecke das zweite Gleis eingebaut, womit die Zugfrequenz dort erheblich gesteigert werden konnte. All das führte zu Klagen, weil der Bahnübergang zu oft für den Straßenverkehr geschlossen war.
Da die Hessische Ludwigsbahn, die damals die Strecke betrieb, ihre Bahnanlagen im Umfeld des Hauptbahnhofs noch weiter ausbauen wollte, schlug sie den Bau eines „Viaducts“ vor mit dem die Straße die Bahnstrecken unterqueren sollte. 1874 wurde diese Straßenunterführung gebaut. Es entstanden zunächst zwei unmittelbar aufeinander folgende Unterführungen, eine längere, westlich gelegen, unter der Bahnstrecke Mainz-Mannheim. Diese war noch 1874 fertiggestellt. Eine zweite, kürzere, stadtseitig und östlich davon gelegen für die Bahnstrecke Worms–Bensheim, wurde etwas später fertiggestellt und war 1875 nutzbar. Die „Lücke“ zwischen beiden Überführungen wurde im Zuge des Umbaus des Bahnhofs Worms vor Inbetriebnahme der Eisenbahnbrücke über den Rhein 1900 geschlossen. Spätestens seit dieser Zeit wirkt die Unterführung wie ein Tunnel.

## Technisches
Die Unterführung ist 140 m oder 120 m lang. Auf den geraden Seitenwänden von 3,40 m liegt als Segmentbogen ein Gewölbe auf, das im Scheitelpunkt noch einmal 1,45 m höher reicht. Es weist noch das Originalprofil von 1874 aus. Damals war das für eine zweispurige Straßenführung mit Gehwegen auf beiden Seiten, für den Verkehr von Fußgängern und Pferdefuhrwerken ausreichend. Von Anfang an bereitete die Entwässerung des Bauwerks erhebliche Probleme. Die Gaustraße führt von beiden Seiten im Gefälle auf den Tunnel zu, der dann den tiefsten Punkt des Straßenabschnitts darstellt. Dies führt auch heute bei Starkregen noch zur Flutung der Straße, die auch so stark ausfallen kann, dass der Tunnel für den Straßenverkehr gesperrt werden muss.

## Weitere Entwicklung
Erstmals 1905, als die Straßenbahn Worms geplant und gebaut wurde, erwies sich der „Tunnel“ als sehr knapp bemessen. Die Straßenbahn nach Neuhausen konnte hier mit ihrem einen Gleis nur knapp durchgeführt werden, weil für die Oberleitung kaum Platz blieb. Ganz kritisch wurde die Situation mit dem stark wachsenden Autoverkehr in der Zeit nach dem Zweiten Weltkrieg. Heute teilen sich Auto-, Radverkehr und Fußgänger den „Tunnel“. Der Verkehr unterliegt hier einer Geschwindigkeitsbeschränkung auf 30 km/h. Gleichwohl ist die Passage für Radfahrer und Fußgänger ein „Angstraum“.

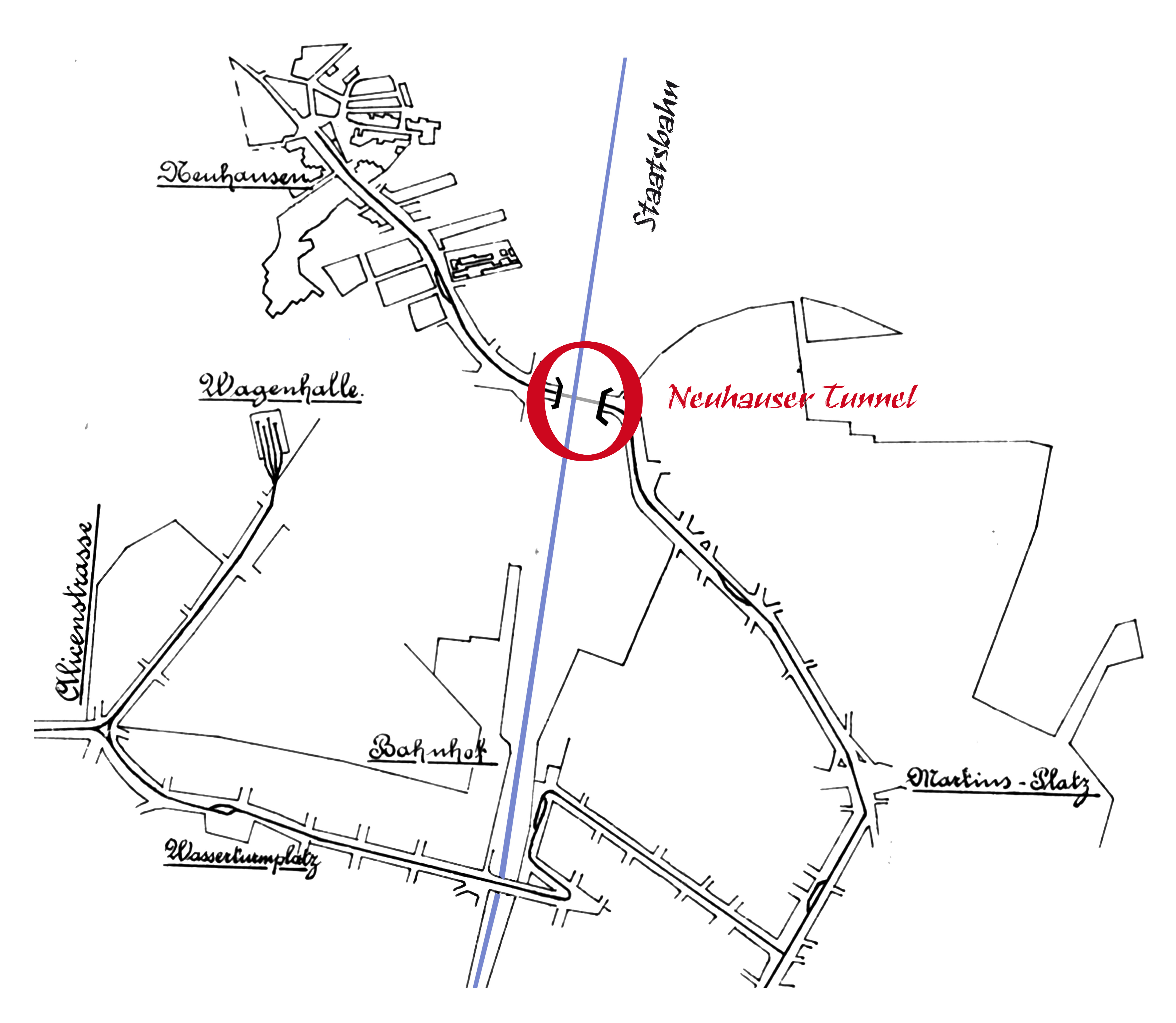
Neuhauser Tunnel im Verlauf der Straßenbahnstrecke nach Neuhausen
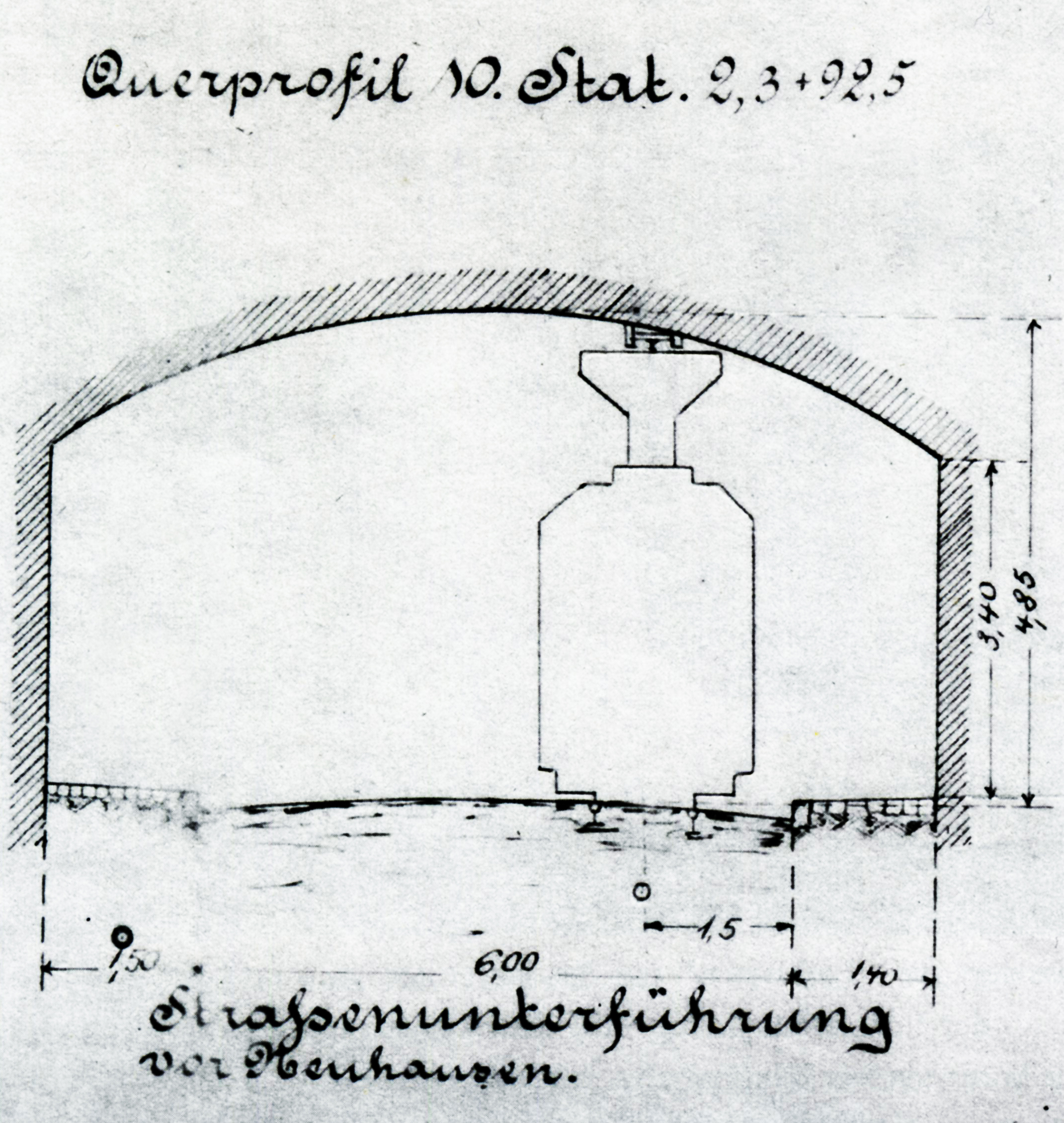
Profil von Unterführung und Straßenbahn, 1905

Die Sanierung oder der Neubau der Unterführung stehen seit vielen Jahren an, Zeitpunkte, an denen die Nutzungsdauer des Bauwerks angeblich abgelaufen war, sind dabei – ohne jede Konsequenz und mehrfach – verstrichen, weil die Baulast bei der Deutschen Bahn liegt, das Hauptproblem aber im Straßenverkehr auftritt.